# 小行星1159
小行星1159（1159 Granada）是一颗绕太阳运转的小行星，为主小行星带小行星。该小行星于1929年9月2日发现。
該小行星以西班牙的城市格拉納達命名。

## 轨道参数
小行星1159的轨道半长轴为2.3797976 UA，离心率为0.058。